# Miguel Ángel Catalá Gorgues
Miguel Ángel Catalá Gorgues (Valencia, 5 de agosto de 1949 - Valencia, 12 de mayo de 2020) fue un historiador, escritor y museólogo español.

## Carrera
En 1971 se licenció en Historia en la Universidad de Valencia. Su tesis doctoral sobre «las pinturas murales valencianas de los siglos XIV y XV» recibió la calificación de sobresaliente. Tras obtener la certificación de valenciano (1972), y de aptitud pedagógica (1973) en la misma universidad, se diplomó en Museología por la Asociación Española de Archiveros, Bibliotecarios, Museólogos y Documentalistas (1988).
En 1971 tras obtener su licenciatura, comenzó su actividad docente en la Universidad de Valencia, primero como profesor colaborador en el Departamento de Historia del Arte, donde permaneció hasta 1977. Simultáneamente, entre 1973 y 1975, compatibilizó dicho trabajo con el de profesor de Historia del Arte, Historia Universal y de España en el Instituto Nacional Luis Vives, de Valencia.
Catalá fue director de los museos del Ayuntamiento de Velencia, cargo al que accedió, por oposición, en 1975. Años después fue nombrado Jefe de la Sección de Museos y Monumentos, cometidos ambos que desempeñó hasta su jubilación en 2013. 
Desde 1977 fue miembro numerario de la Real Academia de Bellas Artes de San Carlos. En 2009 le fue concedido, a petición propia, pasar a la condición de académico supernumerario de la citada entidad.
Colaborador habitual en diversas revistas especializadas, dirigió exposiciones de variada temática cultural además de otras dedicadas a diversos artistas valencianos. En su condición de investigador fue autor, entre otros trabajos, de varias publicaciones relacionadas con el patrimonio histórico, artístico y cultural valenciano.[cita requerida]

## Publicaciones
Entre las numerosas publicaciones cabe destacar:
- 100 años de pintura, escultura y grabados valencianos.1878-1978 (1978.
- Colección de grabados del Excmo. Ayuntamiento de Valencia (1983).
- La Casa Vestuario, un edificio municipal de la época de Carlos IV, su historia y usos (1997).
- El Museo de la Ciudad: su historia y colecciones (1997).
- Valencia en el Grabado, 1499-1899 (1999).
- Julio Peris Brell (1866-1944), catálogo de exposición (2003).
- El pintor y académico José Vergara. Valencia, 1726–1799 (2004).
- La Inmaculada Concepción en la historia, la literatura y el arte del pueblo valenciano (2007).
- El Cementerio General de Valencia. Historia, arte y arquitectura. 1807-2007 (2007).
- La Asunción de la Virgen en la historia, la literatura y el arte del pueblo valenciano (2009).[3]
- Ángeles y Demonios en Valencia. Su proyección socio-cultural y artística (2013).
- La Real Academia de Bellas Artes de San Carlos. Su establecimiento y consolidación (2018).
- Conventos y monasterios valencianos: guía histórico-artística (2019).